# 霊幻道士
『霊幻道士』（れいげん・どうし、原題：殭屍先生、英題：Mr. Vampire）は、1985年公開の香港映画。19世期中期から20世紀初頭の中国を舞台としたチャイニーズアクションホラーコメディ。日本での公開は1986年4月26日で観客動員数20万人。キョンシー映画の火付け役とも言われた。

## 概要
サモ・ハン・キンポーが監督、主演を兼任して手がけ、1980年に公開された香港映画『妖術秘伝・鬼打鬼』を元にして生まれたアクションホラー映画。
中国古来の伝承に登場する妖怪「キョンシー」を物語の主軸に据え、特殊効果とカンフーアクションを織り交ぜたコミカルなホラー映画として「キョンシーホラー」と呼ばれるジャンルを作り上げ、後に続くキョンシーシリーズの基礎を確立した。
香港、台湾、日本などで大ヒットを記録し、その後『幽幻道士（キョンシーズ）』などの無数の亜流作品が各国で製作されることになる。
『妖術秘伝・鬼打鬼』の系譜に連なる作品であり、その関連性から正式なサモハン・ホラー第4弾として扱われるが、この作品以降は霊幻道士シリーズとして独立する。

## ストーリー
ある日、街の富豪ヤンから先代である父親の改葬を依頼された道士カオ。ところが、墓地を掘り起こしてみると20年間も埋葬されていたにもかかわらず、遺体は全く腐敗していなかった。ヤンの父親は生前に大きな恨みを買っており、風水的に誤った方法で埋葬されていたためにキョンシーになりかけていたのだ。
呪いが進行して危険な状態であると悟ったカオが遺体を引き取り、処置を施そうとするが弟子のミスによって遺体は完全にキョンシー化し、義荘から姿を消してしまった。
その夜、ヤンはキョンシーとなった父親に襲われて殺害され、翌日に現場捜査に訪れた保安隊長ウェイの勘違いで、カオは殺人容疑者として逮捕されてしまうのであった。

## 登場人物
道士カオ / ガウ（九叔） ※日本語吹き替え版ではチェン道士
出演：ラム・チェンイン　日本語版吹替：青野武
各方面から信頼の厚い優秀な道士。いたずら目的での法術の使用を絶対に許さず、頼りない弟子のチュウサムとモンチョイを日頃から厳しく育てている。しかし決して話のわからない人物ではなく、面倒見もいいので2人から好かれ「先生」と呼ばれている。
老齢だが武術と法術に秀でており、中盤ではシャンシーに洗脳されたチュウサムを容易く取り押さえた。またキョンシー化してしまったモンチョイをあっさり取り押さえ治療した。風水やキョンシーについても知悉しており、キョンシーを封じる結界や動きを止める札などを用意したり、シャンシーとの戦いでは幾重もの道具を用意して捕らえている。
先代キョンシーとの最終戦では、チュウサムと共に抜群の師弟コンビネーションで戦い抜き、決着寸前ではチェンの一撃がチュウサムの援護となり勝利に導いた。
サンコー / セン（生哥／秋生） ※日本語吹き替え版ではチュウサム
出演：チン・シュウホウ　日本語版吹替：塩屋翼
チェンの弟子の1人。チェンとは別に暮らしており、住み込み弟子のモンチョイとは違って通い弟子である。体術はモンチョイより優れており、キョンシーとの戦いでは優れたカンフーアクションを見せる。反面、法術の類は特に使用しない。
化粧品店を営む伯母がおり、修行がない時はお店を手伝っている。
冒頭ではキョンシーに化けてモンチョイを脅かしたり、彼をそそのかしてウェイに嫌がらせしたりと悪戯好きな面が強い。またシャンシーに取り付かれていたことをチェンに告げられた時は、「美人の娘さんとステキな一夜を過ごせて幸いだった」など喜んでいたので怒られた。好意を寄せる女性に対しては誠実に接する一方、売春婦などその手の女性に対しては冷たくするところがある。当初ティンをそっちの女性だと勘違いして泣かせてしまった。
先代キョンシーとの最終決戦の際は機転を利かせ、火がついたところに酒を投げつけ、チェンの援護の元焼き殺し止めを刺した。
天然なところもあり、チェンから「もち米をもってこい」と言われ、食べるつもりだと思って炊いて持ってきてしまった。キョンシーと化したヤンとの戦いでは、札を張って動きを止めるも「一息吐いた」ことで札が剥がれてまた襲われるというコメディリリーフも担った。
『霊幻道士Q』にてチン・シュウホウは、亡き師ラム・チェンインに代わって道士役を引き継いでいる。
モンチョイ / モン（文才）
出演：リッキー・ホイ　日本語版吹替：古川登志夫
チェンの弟子の1人。チェンの義荘に住み込んで修行に励んでいる。法術、体術に多少の心得があるが、チュウサムより劣るために主に霊廟の世話係や義荘の留守番を務める。
ティンには一目惚れしており、一連の事件を通して親しくなっていった。先代キョンシーが襲来した時は機転を利かせ、チェンたちが駆けつけるまで彼女を守り抜いている。しかし噛まれたことで少しずつキョンシーになっていった。しかも米屋がもち米を誤魔化したことでチェンの治療も上手くいかず、中盤ではキョンシーとなってチュウサムに襲い掛かった。だがチェンによって取り押さえられ、適切な治療を受けたことで元に戻った。
ティンティン / ティン（任婷婷）
出演：ムーン・リー　日本語版吹替：佐々木るん
ヤンの娘。18歳。深窓の令嬢だが気が強く、行動力もある。コーヒーを初めて飲むカオとモンチョイに、わざと間違った飲み方をしてからかうといういたずら好きな一面もある。初めてチュウサムと会った時は売春婦だと勘違いをされ、侮辱のあまり泣き出してしまった。
ウェイから好意を寄せられているが特に興味はないようで、一連の事件を通して知り合ったモンチョイと仲を深めている。
キョンシーと化した祖父に父を殺され、次は自分の番となったためチェンたちに護衛されることとなる。
最終決戦では祖父の悪の気を吸い出すべく接吻をしようとしたが、暴れられたため失敗に終わった。最終場面では、キョンシーを倒すも元は無惨に焼死される自分の祖父に嘆くシーンが伺える。
ウェイ（阿威）
出演：ビリー・ラウ　日本語版吹替：屋良有作
保安隊の隊長。ヤンの甥に当たり、ティンティンとは従兄妹の関係。幼い頃から彼女を好いていたらしく、隠しようもない好意を見せて迫っている。ヤンにも彼女との結婚を許してもらおうと相談しようとしていた。
当初は横柄なキャラクターだったが、キョンシーの恐ろしさを目の当たりにしたことですっかり萎縮してしまい、チェンに逆らうことなく素直に言うことを聞くようになる。臆病者であるが、いざという時は先代キョンシーに立ち向かい、ティンを守ろうとするなど意外な男気を見せた。
前述のように横柄である一方で、逃走した先代キョンシーの追跡を我先に買って出たりなど正義感の強さを見せている（ただし誰も追跡に続かなかったので怖くなって諦めている。捜索は後に行ったが熊に遭遇しただけに終わった）。ヤンのことは叔父として慕っていたようで、死んだ時は涙一つ流さなかったが遺体の前で「必ず仇は討ちます」と告げたり、死後も遺体を粗末に扱わないようにするなどしていた。皮肉にもキョンシーと化したヤンに襲われ、キョンシーの恐ろしさを嫌というほど味わうこととなった。
ヨッ（董小玉） ※日本語吹き替え版ではシャンシー
出演：ポーリン・ウォン　日本語版吹替：小山茉美
女性の幽霊。20歳という若さで死亡したが、死因は不明。ヤンの父親と同じ墓地に埋葬されており、改葬に際しての儀式を執り行ったチェンの提案で墓前に線香を供えてくれたチュウサムに恋をし、幽霊となって彼に付きまとうようになる。様々な妖術を自在に操り、髪の毛を使って相手を縛り上げたり頭と体を分離するなど多彩な能力を併せ持つ。普段は生前の美しい姿を取るが、本当の姿は顔の右半分が醜く朽ち果てており、チェンですら咄嗟に目を背けたほど。戦いの際は更に醜い様に変貌する。
また幻を見せて相手を操ることもできる。まんまと術中に嵌ったチュウサムを自分の虜にするが、勘付いたチェンによって阻まれ彼と対決。様々な妖術を駆使するも彼には通じず、一度撤退した。そして中盤にて再びチュウサムの元を訪れ、待ち構えていたチェンとの二度目の戦いを演じた。隙を突いてチュウサムをつれて逃げようとしたが、チェンの放った霊力を持つ着物によって身動きを封じられ捕らえられた。だがチュウサムによって解放され、最後はチェンから「生者と死者では住む世界が違う」という言葉を聞き入れ、空の彼方へと去っていった。
利用できるものは何でも利用するという魔性の女としての面を持っており、見回りに来たおじさんを妖術で操って痴漢に仕立てあげチュウサムに近づくための道具にしたり、チェンとの戦いでは窮地に陥るとチュウサムをけしかけている。しかし彼を愛しているのは事実であり、キョンシー化したモンチョイに襲われていた彼を必死で助けに向かった。
ヤン（任老爺）
出演：ウォン・ハー　日本語版吹替：嶋俊介
街の富豪。チェンに父親の改葬を依頼する。その翌日、キョンシーとなった父親に襲われ惨殺され自らもキョンシーと化してしまった。
拘置所でチェンと共に保管されていたところキョンシーとして覚醒し、チュウサムとウェイに襲い掛かる。武術の心得はないらしく力任せの攻撃を繰り出してくるが、様々な偶然が重なったことで結果的にチュウサムを苦戦させた。しかしチェンが牢から脱したことで形勢は逆転し、チュウサムの剣によって動きを止められたところをチェンの札による炎で滅せられた。
父の強引さを知っている一方で父思いだったらしく、チェンが火葬を進言した時は「父は火が嫌いだった」と必死で庇い、他の方法を模索して欲しいと懇願した結果が後に仇となり実の父に殺され、彼もキョンシーとなってしまった。
先代キョンシー（任老太爺）
出演：ユン・ワー　日本語版吹替：不明
ヤンの父親でティンとウェイの祖父。本作の最終ボス。火が大嫌いだという。
生前は金と権力に物を言わせて強引な方法で金儲けをしていたようで、占い師から無理やり土地を買い取ったことで恨みを買っていた。
死後、占い師の仕返しで誤った埋葬法とその後のいい加減な処置のために怨念が増幅し、天国へは行けず地獄へと落ち、さらにチュウサムとモンチョイのミスによって完全にキョンシー化してしまった。手始めに息子であるヤンを殺害し、次に孫娘ティンの命を狙って行動する。それからは何度もチェンたちと激闘を繰り広げる。
怪力から繰り出される爪を武器にモンチョイとティンに襲い掛かるが、チェンとチュウサムにコンビに撃退される。しばらくの間身をひそめ、更なる変異を遂げたことでパワーアップを果たす。二本の足で歩くようになり、しかも目が見えるという状態になる。刃も通さぬ頑強な肉体でもあるため、チェンとチュウサムの二人でも決定的なダメージを与えることができなかった。最終決戦では道長の助太刀でキョンシー軍団をけしかけられるが、力づくでこれを蹴散らしている。万策尽きたと思われたがチュウサムの機転によって火をつけられ、火葬にされるという結末を辿った。
道長（四目道長）
出演：アンソニー・チェン　日本語版吹替：仲木隆司
カオの弟弟子に当たる道士。キョンシー隊を導く道長を専門としており、物語冒頭と最後に義荘を訪れる。
劇中特に名前を呼ばれるシーンはない。

## スタッフ
- 監督：リッキー・ラウ
- 製作総指揮：レナード・ホウ
- 製作：サモ・ハン・キンポー
- 脚本：バリー・ウォン（黄炳耀）[注釈 1]、シートゥ・チャホン
- 原案：エリック・ツァン、バリー・ウォン（黄炳耀）[注釈 1]
- 武術指導：ラム・チェンイン、ユン・ワー
- 音楽：アンダース・ネルソン、メロディ・バンク
- 日本語吹替制作：グロービジョン、ポニー・キャニオン
- 日本語吹替演出：壷井正（グロービジョン）

## 用語
各作品によって設定の相違点があるため、ここでは第1作目の設定に沿って説明するものとする。なお劇場用パンフレットなどに見られる「バンバンシー」、「コンシー」、「シャンシー」等の呼称は東宝東和によるオリジナルのもので勝手につけたものである。ただし、「コンシー」に関してはミイラという意味合いで「乾屍」という表記で中国妖怪として存在する。

### キョンシー
吸血ゾンビの一種。この世に恨みや怨念を残して死んだ者や、風水的に間違った方法で埋葬された者が成仏できず甦ったものである。

### 道士
体術と法術をよく修め、キョンシーに関係する仕事に従事する。義荘に住んでキョンシーの供養を行い、時には風水や占術の相談も受け付ける一方で、体術や法術を用いて人に害を及ぼすキョンシー退治を専門とする。
道長
旅先などで死亡した者に法術を施してキョンシーに仕立て上げ、それぞれの故郷へ送り届けるためにキョンシー隊を導く先達を専門とする。
義荘
道士の自宅であり、同時にキョンシーとなった人々を引き取って遺体と位牌を安置し、然るべき供養が行われる霊廟でもある。

### 道具
お札
黄色の紙に鶏血で呪文を記した呪符。非常に強力な退魔の法力を宿しており、キョンシーの額に貼り付けて動きを封じる基本的な使い方の他に、霊力を込めて点火してキョンシーを炎で焼き尽くす、家の窓や扉などに貼り付けてキョンシーや悪霊などの侵入を防ぐ護符として使うなど用途は様々である。道士でない者でも充分な効力を得られる道具の1つである反面、文字が滲んでいたり破れたりすると効力が消え失せるという一面を持ち、凄まじい怨念と邪気を放つ凶悪なキョンシーに対してはほぼ無力である。有名な「勅令陏身保命」は、キョンシーへの御札ではなくサンコーの胸に女幽霊の魔除けとして描かれるワンシーンだけ出てくる。
鶏血（けいけつ）
雄鶏の生き血。鶏血自体にキョンシーを退ける力があり、お札や墨壷に用いる液体を作る上で重要な材料。
もち米
魔除けの力を持つと同時に、キョンシーの毒を吸収して浄化する作用がある。微弱ながらキョンシーを退ける力を持つが、加熱の際に煙に当たると効力が失せる特徴がある。毒が全身に回って半キョンシー化した場合には単体では効果が薄く、その際には爪や牙を削ぎ落とす、もち米の汁に浸かるなど複数の処置を必要とする。
ライチ
邪気を浄化する力を持つ植物。木や枝はキョンシーとなった遺体を火葬するために最適とされており、葉は法力を込めて目に当てる事で悪鬼の正体を見抜く天眼通の力を発揮する。
墨壺（すみつぼ）
本来は建築工事などで用いられる工具。壺糸を強くし、壺の中身を鶏血や墨汁などを混ぜた液体に置き換えたもので、キョンシーを安置した棺を封印する際の線引きに用いる他、結界や武器としての利用も可能。
八卦鏡（はっけきょう）
3種類の鏡を使い分けて吉凶の作用を操作する。劇中では、闇の力を増幅する月光を転換、集約して法具に霊力を込める、またはキョンシーや悪霊を映し出して邪気を反射する目的などで用いられる。
桃剣（とうけん、ももけん）
悪鬼を祓う力を持つとされる桃の木を削り出して作られた木剣。銭剣と共に儀式で用いられる法具であり、同時にキョンシーを切り裂き貫く力を持つ武器（深く突き刺すことでキョンシーを完全に倒すことができるが、キョンシーに刺さった際にかなりの高熱を発する為、焦げてボロボロになるので1度しか効力がない）でもあるが、木製であるために非常に折れやすい。
金銭剣（きんせんけん）
清めた銭を赤い紐で結び繋いで作られた短剣。桃剣に比べて法具としての側面が強いが、霊力を込める事で強力な武器となる。また、剣の形を分解して銭を繋ぎ止めた1本の縄とし、相手を縛り上げる使い方もある。
鐘（かね）
儀式の他に、法術によって道士に従属するキョンシーを制御する際に用いられる鐘。
道袍（どうほう）
道服または道衣、道士着とも呼ばれる、道士が身に纏う法衣。形状、模様、布地の色などは道士によって様々であるが、色は主に黄色で背面部に太局図を配置する共通点がある。儀式やキョンシー退治を行う際の道士、キョンシー隊を導く際の道長は必ずこれと冠巾を着用しており、道袍自体にも邪気を祓い災厄を退ける霊力が込められている。
冠巾（かんきん）
道袍と共に着用する冠。道士によっては冠ではなく帽子や頭巾であるなど、道袍と同様に形状は様々である。
旗
道長がキョンシー隊を導く際に必要不可欠な法具の1つ。キョンシーの無事の帰郷を祈願する呪文が記されており、闇の力を増幅する強い月光を遮り邪気を祓う霊力が込められている。
灯明
道長がキョンシー隊を導く際に必要不可欠な法具の1つ。この灯明はキョンシーの魂そのものであり、風や邪気などで消えないように旗で守られている。
紙銭
道長がキョンシー隊を導く際に必要不可欠な法具の1つ。お札とは違って呪文が記されていない黄色の紙で、キョンシー隊の通行料として支払われる死後の世界での金銭。

## ゲームソフト
- 『霊幻道士』：ポニーキャニオンが1988年9月16日に発売したファミコン用アクションゲーム。攻略本は徳間コミュニケーションズより発売。

- 霊幻道士完全攻略テクニックブック

1988年10月初版  ISBN 4-88658-128-5

## ゲームブック
双葉文庫ゲームブックシリーズより1988年に『霊幻道士 キョンシー大戦争』のタイトルでゲームブックが発売されている。塩田信之と竹田明の共著で、スタジオ・ハードが構成を担当している。
ISBN 4-575-76083-8

## シリーズ作品
日本で一般劇場公開されたのはサモ・ハン製作の4作目までで、4作目までは製作ボーホー・フィルム（サモ・ハンの映画製作会社）で5作目までは配給ゴールデン・ハーベスト。

### 霊幻道士
『霊幻道士』シリーズ第1作。1986年に公開された日本の劇場公開版では改編がみられて、ぴょんぴょん飛び跳ねて集団で歩行するキョンシーには効果音が付け足されていたり、エンディングで流れる主題歌はリッキー・ホイ「天界地界」から高中正義の「CHINA」（コーラス：矢野顕子、松任谷由実）に差し替えられていた。挿入歌は「鬼新娘」。

### 霊幻道士2 キョンシーの息子たち!
『霊幻道士2 キョンシーの息子たち!』は、1986年公開の香港映画。

### 霊幻道士3 キョンシーの七不思議
『霊幻道士3 キョンシーの七不思議』は、1987年12月17日公開の香港映画。

### 霊幻道士完結篇 最後の霊戦
『霊幻道士完結篇 最後の霊戦』は、1988年12月22日公開の香港映画。

### 霊幻道士5 ベビーキョンシー対空飛ぶドラキュラ!
『霊幻道士5 ベビーキョンシー対空飛ぶドラキュラ!』は、1989年公開の香港映画。

### 新・霊幻道士 風水捜査篇
『新・霊幻道士 風水捜査篇』は、1990年公開の香港映画。

### 霊幻道士6 史上最強のキョンシー登場!!
『霊幻道士6 史上最強のキョンシー登場!!』は、1992年公開の香港映画。

### 霊幻道士7 ラストアクションキョンシー
『霊幻道士7 ラストアクションキョンシー』は、1992年公開の香港映画。

### 霊幻道士 ザ・ムービー 空飛ぶドラキュラ・リターンズ
『霊幻道士 ザ・ムービー 空飛ぶドラキュラ・リターンズ』は、1993年公開の台湾映画。

### 霊幻道士 こちらキョンシー退治局
『霊幻道士 こちらキョンシー退治局』は2017年公開の香港映画。

### 霊幻道士Q 大蛇道士の出現!
『霊幻道士Q 大蛇道士の出現!』は、2018年1月5日公開の中国映画。

### 霊幻道士Ⅹ 最強妖怪キョンシー現る
『霊幻道士Ⅹ 最強妖怪キョンシー現る』は、2019年7月25日公開の中国映画。

### 霊幻道士XI 燃えよ!九叔道士の桃剣
『霊幻道士XI 燃えよ!九叔道士の桃剣』は、2021年6月26日公開の中国映画。

### 霊幻道士XII 英叔復活だョ!全員集合
『霊幻道士XII 英叔復活だョ!全員集合』は、2021年3月1日公開の中国映画。

### 霊幻道士XIII 鳳凰キョンシーの襲来
『霊幻道士XIII 鳳凰キョンシーの襲来』は、2022年制作の中国映画。

### 霊幻道士元祖シリーズ（サモハン・ホラー3部作）
- 妖術秘伝・鬼打鬼（TV放映題：燃えよデブゴン8≪鬼打鬼≫、燃えよデブゴン≪クンフー・ゴーストバスターズ≫）（原題：鬼打鬼、1980年)
- 霊幻師弟 人嚇人 （原題：人嚇人、1982年)
- 霊幻百鬼 人嚇鬼 （原題：人嚇鬼、1984年)

### キョンシー
『キョンシー』（別題：『リゴル・モルティス / 死後硬直』）は、2013年公開の香港映画。

## 関連作品
- 『殭屍至尊』（1991） - アンドリュー・ラウ（劉偉強）監督作品。ラム・チェンインが主役の道士・林鳳嬌（林九）役、チン・シュウホウが弟子の秋生役で出演している。文才役はロナルド・ウォン（黄斌）。日本未公開だが、霊幻道士シリーズと同じ世界観を共有している。
- 『コイサンマン、キョンシーアフリカへ行く』（1991） - ラム・チェンインが道士役、チャン・ルン（陳龍）がキョンシー役で出演。